# We Belong Together (Randy-Newman-Lied)
We Belong Together ist ein für den Animationsfilm Toy Story 3 von Randy Newman geschriebenes Lied. Newman wurde für dieses Lied 2011 mit dem Oscar für den besten Filmsong ausgezeichnet.

## Veröffentlichung
Auf dem ab dem 15. Juni 2010 erhältlichen offiziellen Soundtrack zu Toy Story 3 war We Belong Together das erste Stück. Randy Newman sang das Lied selbst.
Das Lied wurde 2011 gecovert von Brian Wilson auf dem Album In the Key of Disney.

## Hintergrund
Randy Newman schreibt und komponiert seit 1980 Filmmusik. Die Nominierung für den Oscar 2011 war weder seine erste noch seine letzte Nominierung. Tatsächlich wurde er etwa zwanzig mal nominiert. Er sollte sogar noch für I Can’t Let You Throw Yourself Away aus A Toy Story: Alles hört auf kein Kommando nominiert werden. Insgesamt ist We Belong Together Teil einer längeren Zusammenarbeit zwischen Pixar Animation Studios und Newman. Er schrieb für Pixar auch die Filmmusik für Toy Story, Toy Story 2, Cars und Monster AG. Er schreibt dabei stets gleichermaßen die Musik wie die Texte und teilt diese Arbeit nicht, wie sonst üblich.
Das Lied ist eins von nur fünf Liedern, die einen Oscar gewannen, aber die nicht auch zumindest für einen Grammy Award nominiert waren.

## Rezeption
Randy Newman weicht mit dem Lied We Belong Together von seinem sonstigen eher Charakter-orientierten Filmsongs ab und greift das universelle Thema Freundschaft auf. Dieses Grundthema ist wiederum eine Fortsetzung der Filmmusik für Toy Story und Toy Story 2. Newman hält das Lied nicht für eines seiner besseren Lieder.